# Марсія Воллес
Марсія Карен Воллес (англ. Marcia Wallace; 1 листопада 1942, Крестон — 25 жовтня 2013, Лос-Анджелес) — американська акторка, комікеса, автобіографка. Лауреатка премії «Еммі».

## Біографія
Марсія Карен Воллес народилася в Айові і переїхала в Нью-Йорк відразу після закінчення коледжу, щоб почати кар'єру акторки в театрі. Вона працювала в кількох місцях, щоб звести кінці з кінцями, а в 1968 році була прийнята у відому імпровізаційну комедійну трупу, після чого почала отримувати епізодичні ролі в таких телесеріалах, як «Моя дружина мене приворожила», «Сімейка Брейді» і «Коломбо».
У 1972 році Марсія Воллес отримала роль Керол Кестер у комедійному серіалі «Шоу Боба Ньюхарта». Шоу транслювалося протягом шести сезонів і завершилося в 1978 році, і акторка в наступні кілька років була частою гостею в таких серіалах, як «Човен любові», «Острів фантазій», «Вона написала вбивство» і «Альф». 
У 1986 році одружилася з менеджером готелю Деннісом Холі, незабаром пара усиновила маленьку дитину. Чоловік помер від раку підшлункової залози в червні 1992 року. У 1985 році Марсія Воллес перенесла рак молочної залози, після чого стала активісткою і помічницею для жінок з цим захворюванням. Після смерті чоловіка Воллес зіткнулася з фінансовими проблемами, а в 1995 році її будинок повністю згорів при пожежі.
Починаючи з 1990 року, Марсія Воллес озвучувала Едну Крабаппл в анімаційному ситкомі «Сімпсони». У 1992 році вона отримала премію «Еммі» за свою роботу в шоу. Була номінанткою «Еммі» в категорії «Найкраща запрошена акторка в комедійному телесеріалі» за роль в ситкомі Мерфі Браун в 1994 році, а в останні роки була помітна в серіалах «Повний дім», «Провіденс», «Сьоме небо» і «Молоді і зухвалі».
Марсія Карен Воллес померла 25 жовтня 2013 року через ускладнення після раку молочної залози.